# Валентин Бердт
Валентин Бердт (справжнє ім'я Бердута Валентин Корнійович, 10 вересня 1967, с. Яблучне Великописарівського р-ну Сумської обл.) — український письменник, журналіст, редактор, видавець.

## Життєпис
Народився в селянській родині. У 1984 році закінчив Яблучанську середню школу й того ж року вступив на філологічний факультет (відділення української філології) Харківського державного університету ім. Максима Горького. У 1986—1988 служив у лавах Радянської армії. Після демобілізації поновив навчання в університеті. У 1988 році перевівся на заочне відділення й розпочав журналістську роботу кореспондентом заводської газети «Промінь» НВО «ХЕМЗ» (м. Харків).
З 1990 по 1991 працював спецкором харківської міської газети «Слобода». З 1991 по 1992 роки був заступником головного редактора харківської газети для підлітків та юнацтва «Ба-бах!!!».
У період з 1992 по 1994 роки займався видавничою справою.
У 1996 році повернувся до журналістики. Працював кореспондентом в харківській молодіжній газеті «Событие» . У 1998 році перейшов до редакції щотижневика «Грані» на посаду кореспондента. Протягом 2000—2001 років працював кореспондентом обласної газети «Время». 2001 року був завідувачем відділу інформації харківської міської газети «Слобода». У 2002 році перейшов до редакції галузевої газети «Южная магистраль» (Харків). З 2006 року — власний кореспондент Всеукраїнської транспортної газети «Магістраль» на Південній залізниці. Член Національної Спілки журналістів України (від 1996 року). Член Національної спілки письменників України(від 2015). Член творчої асоціації літераторів «Слобожанщина» (від 2015).

## Творчість
Літературну творчість розпочинав як поет. Видав збірку верлібрів «Потойбіччя». Вірші та оповідання друкувались в місцевій періодиці, українських часописах «Український засів», «Медіа-поліс» та антології молодої поезії «Початки» («Смолоскип», 1998). Як прозаїк дебютував романом «Останній клієнт». З 2009 року активно працює в дитячій літературі.
Лауреат творчих конкурсів «Часопис», «Часопис-2000», «Коронація слова» (2009), Коронація слова (2012), лауреат літературної премії «Великий Їжак» (2012).
У 2017 році його оповідання увійшло до збірки «10 історій для хлопців», що вийшла у «Видавництві Старого Лева».

## Інтерв'ю
- Валентин Бердт — про літературу для підлітків [Архівовано 2 липня 2012 у Wayback Machine.] («Казкарка»)
- Валентин Бердт: «Випускник школи — це риба, викинута на берег» [Архівовано 5 березня 2016 у Wayback Machine.] («ЛітАкцент»)